# Svarttjärnet (Södra Finnskoga socken, Värmland, 672349-132661)
Svarttjärnet är en sjö i Torsby kommun i Värmland och ingår i Glommas huvudavrinningsområde.